# Senza identità
Senza identità (Sin identidad) è una serie televisiva spagnola, trasmessa su Antena 3 dal 13 maggio 2014 all'8 luglio 2015.
In Italia la serie è andata in onda in prima serata su Canale 5 dal 12 dicembre 2014 al 12 gennaio 2016.

## Trama
(così cita Maria all'inizio di ogni puntata)
Maria Fuentes Vergel è una donna spagnola che dopo dieci anni di prigionia in un carcere cinese riesce ad evadere, e con i soldi donatele da una compagna di cella riesce a rientrare a Madrid dove cerca la vendetta. Dodici anni prima Maria era una donna felice e benestante con una brillante carriera d'avvocato. Figlia dell'importante giudice della corte suprema Francisco José Fuentes, Maria scopre casualmente che la madre Luisa, circa trent'anni prima aveva perso la possibilità di avere figli. La scoperta di essere stata adottata getta la ragazza in uno stato di smarrimento e di sconvolgimento. La donna scopre di essere stata partorita nel misterioso convento del Remedio, dove però a causa della segretezza dell'ambigua Suor Antonia non riesce a raccogliere indizi per scoprire chi è sua madre. L'aiuto di un pirata informatico, Pablo, porta Maria a scoprire un vero e proprio traffico di bambini rubati alle madri e venduti alle famiglie più importanti di Madrid. Se Luisa cerca in ogni modo di convincere la figlia delle sue buone intenzioni, la ragazza riesce a trovare la madre biologica, un'anziana alcolizzata ed ex prostituta di nome Fernanda. Con l'aiuto dell'avvocato Juan Prados riesce a fare sconvolgenti scoperte, a cominciare dalla colpevolezza del fratello della madre Luisa, il luminare di ginecologia Enrique Vergel, che non esiterà a sopprimere Fernanda per scongiurare la sua possibile testimonianza. La perfidia di Enrique, insieme all'invidia della sorella gemella eterozigote Amparo, porteranno Maria a finire nelle mani della mafia cinese.
Dopo dodici anni Maria, ora Mercedes Dantés, è tornata in Spagna e ha scoperto che il padre si è rifatto una vita, la madre è direttrice di una fondazione, lo zio è entrato in politica, Juan è il braccio destro dei Vergel e sua sorella Amparo vive la sua vita. Per lei resta solo la vendetta.

## Personaggi e interpreti

### Personaggi principali
- Maria Fuentes Vergel / Mercedes Dantés (stagioni 1-2), interpretata da Megan Montaner.
- Amparo Duque Expósito (stagioni 1-2), interpretata da Verónica Sánchez.
- Bruno Vergel Paso (stagioni 1-2), interpretato da Miguel Ángel Muñoz.
- Juan Prados Farrés (stagioni 1-2), interpretato da Daniel Grao.
- Pablo López Redondo (stagioni 1-2), interpretato da Eloy Azorín.
- Enrique Vergel Artero (stagioni 1-2), interpretato da Tito Valverde.
- Eugenia Mesa (stagione 1), interpretata da Cristina de Inza.
- Francisco José Fuentes Celaya (stagioni 1-2), interpretato da Jordi Rebellón.
- Luisa Vergel Artero (stagioni 1-2), interpretata da Lydia Bosch.
- Francisco "Curro" González Torres (stagioni 1-2), interpretato da Antonio Hortelano.
- Claudio Baffi "Roberto" (stagione 1), interpretato da Luis Mottola.
- Alfredo Palomar (stagione 1), interpretato da Joseba Apaolaza.
- Sor Antonia (stagione 1), interpretata da Elvira Mínguez.
- Álex Barral (stagione 2), interpretato da Raúl Prieto.
- Helena López Prats (stagione 2), interpretata da Silvia Alonso.
- Marta Ibarguren "Mercedes Dantés Petrova" (stagione 2), interpretata da Sara Casasnovas.
- Eva (stagione 2), interpretata da Andrea del Río.
- Blanca Marín (stagione 2), interpretata da Àgata Roca.
- Belén (stagione 2), interpretata da Diana Palazón.
- Muñoz (stagione 2), interpretato da Jordi Díaz.
- Klaus Heffner (stagione 2), interpretato da Jarek Bielsk.
- Ana Rodríguez Perea (stagione 2), interpretata da Bárbara Mestanza.
- Enrique "Quique" Vergel Duque (stagione 2), interpretato da Mateo Jalón.
- María Fuentes Marín (stagione 2), interpretata da Ariadna Polanco.
- Carlos López Redondo (stagione 2), interpretato da Luismi Astorga.

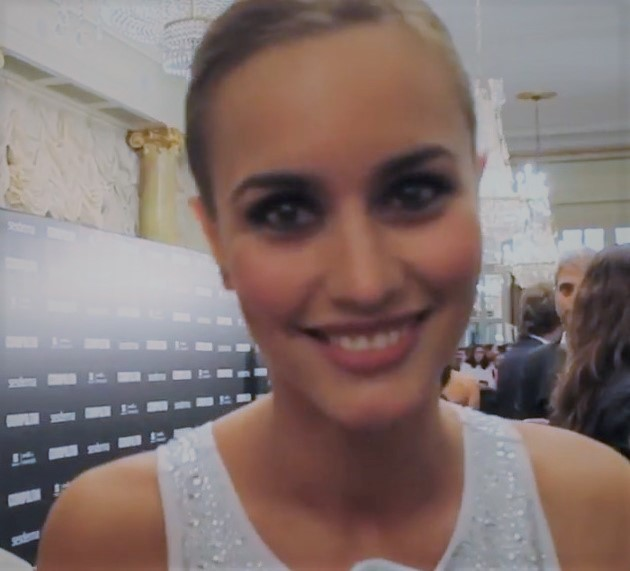
Megan Montaner interpreta María
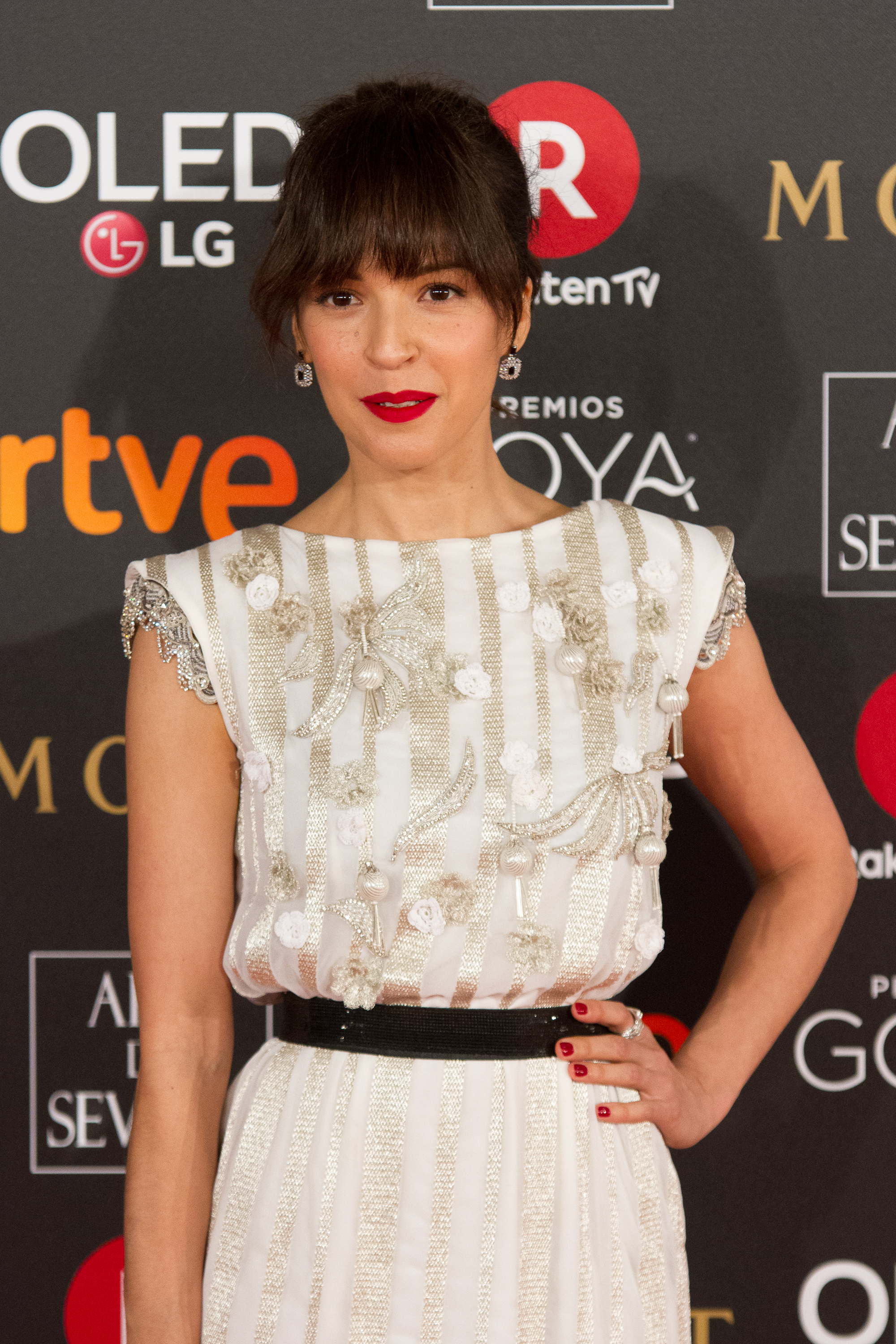
Verónica Sánchez interpreta Amparo
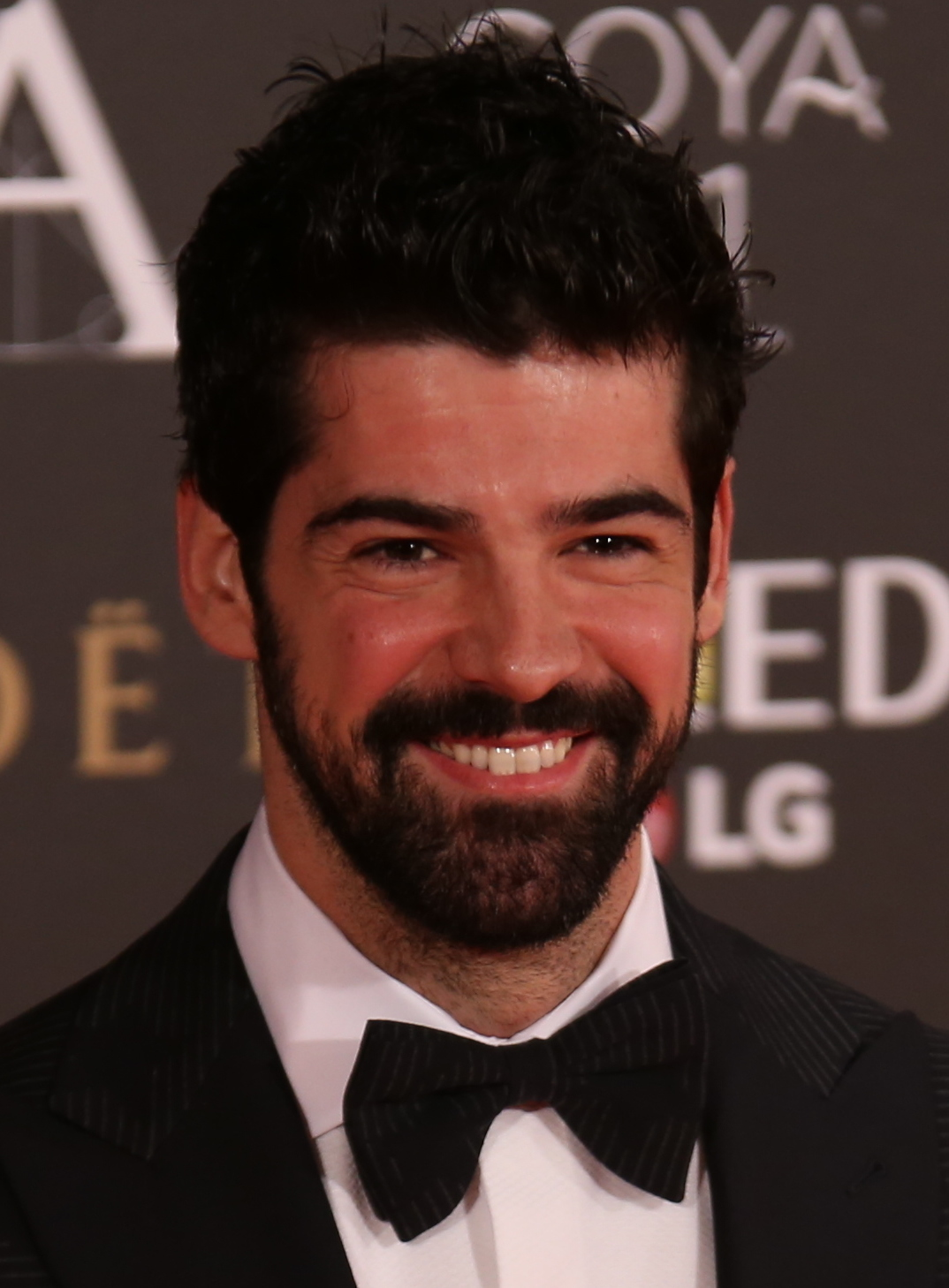
Miguel Ángel Muñoz interpreta Bruno
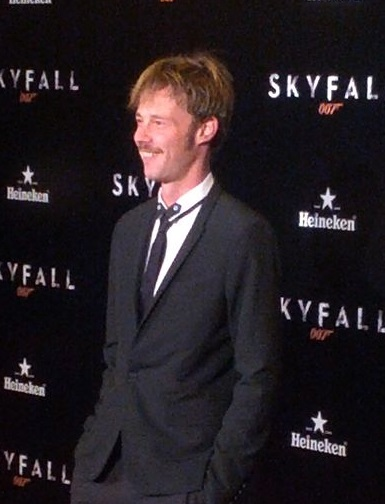
Eloy Azorín interpreta Pablo
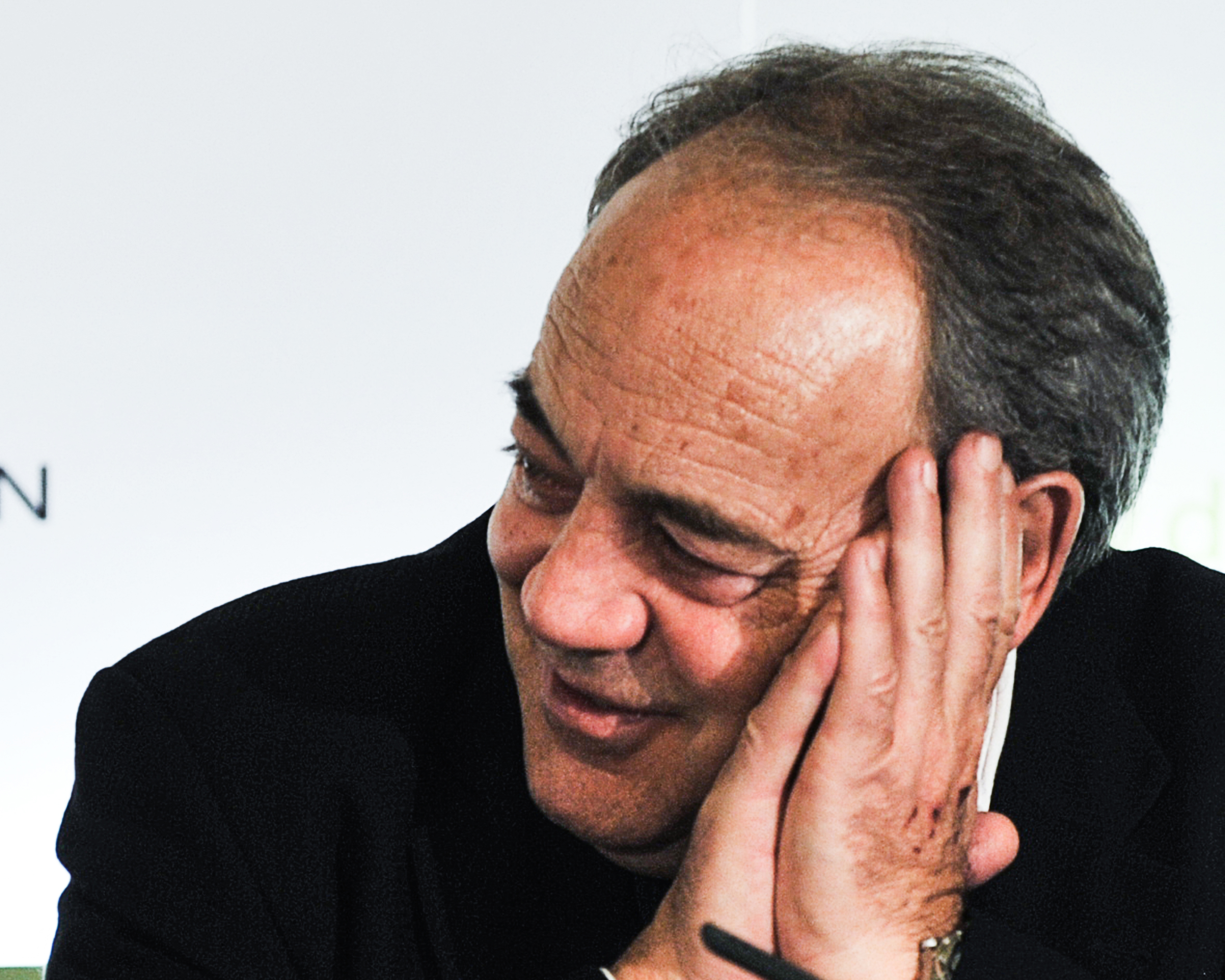
Tito Valverde interpreta Enrique
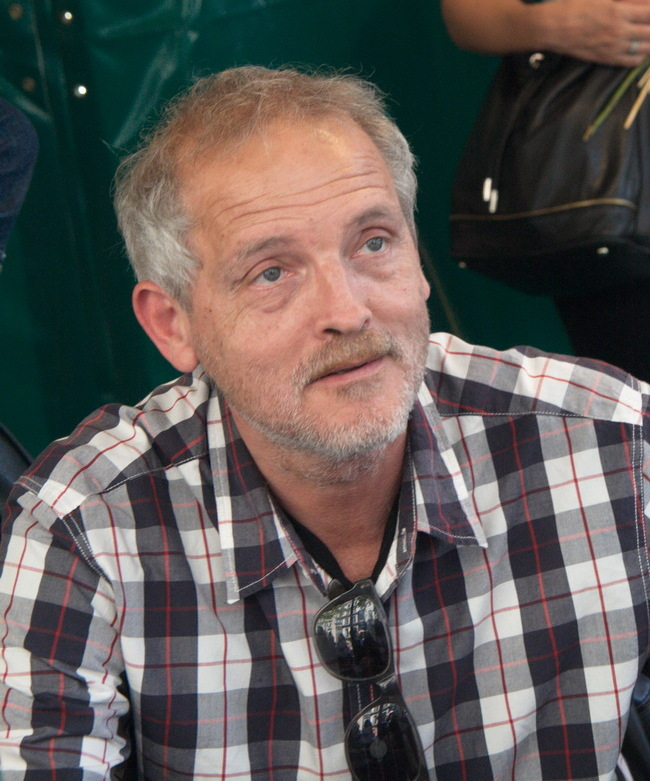
Jordi Rebellón interpreta Francisco
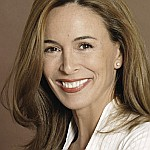
Lydia Bosch interpreta Luisa
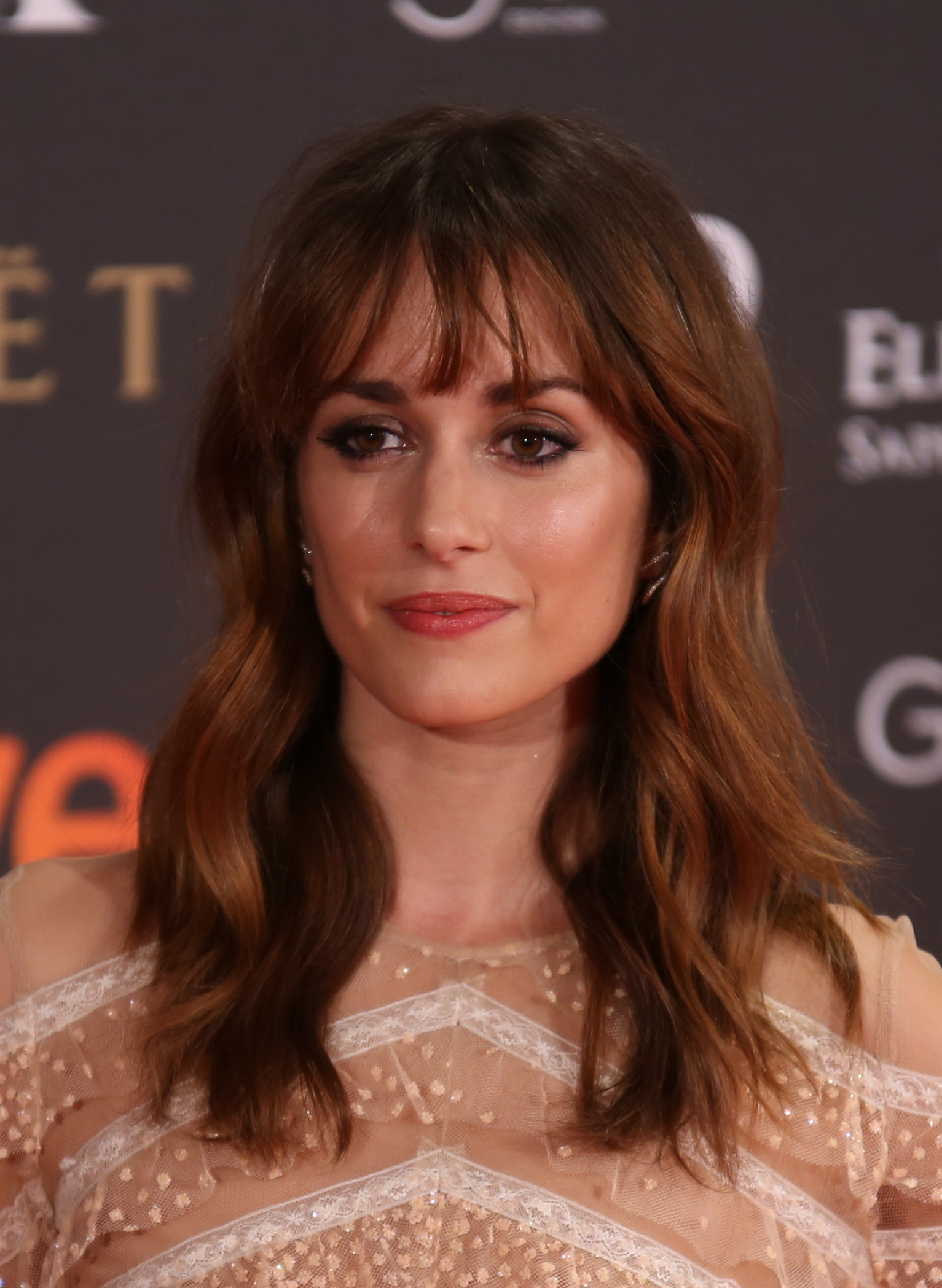
Silvia Alonso interpreta Helena

Con la collaborazione speciale di
- Micaela (episodi 1-6), interpretato da Amparo Valle.
- Fernanda Duque Expósito † (episodi 2-7), interpretata da Victoria Abril.
- Alberto (episodio 1), interpretato da Luis Fernando Alvés.
- Miriam Prats (episodi 1-11), interpretata da Mar Regueras.

#### Personaggi secondari
- Trinidad "Trini", interpretata da Marisol Membrillo.
- Irina Petrova † (episodi 1-4), interpretato da Agnes Kiraly.
- Carlos López Redondo, interpretato da Luismi Astorga.
- Salim Ahmed, interpretata da Hamid Krim.
- Lucía, interpretata da Begoña Maestre.
- Jorge Vergel, interpretato da Javier Ballesteros
- Manuela Carmen de Luna (episodi 1-2), interpretata da Teresa Arbolí.
- Néstor, interpretato da Toni Martínez.
- Nico, interpretato da Julio Vélez.
- Conchi, interpretata da Irene Arcos.
- Carmen Perea Bermejo "Carmina Pérez Baselga" †, interpretata da Isabel Ampudia
- Javier Pérez Larena, interpretato da Eugenio Barona.
- Silvia Aguilar, interpretata da María Pau Pigem.
- Tomás Retuerta, interpretato da Agustín Ruiz.
- Alicia, interpretata da Victoria dal Vera.
- Joaquín "Ximo", interpretato da Mario Plágaro.
- Cayetana, interpretata da Pepa Pedroche.

## Episodi
| Stagione         | Episodi | Episodi | Prima TV Spagna | Prima TV Italia |
| Stagione         | Spagna  | Italia  | Prima TV Spagna | Prima TV Italia |
| ---------------- | ------- | ------- | --------------- | --------------- |
| Prima stagione   | 9       | 7       | 2014            | 2014-2015       |
| Seconda stagione | 14      | 10      | 2015            | 2015-2016       |

## Distribuzione

### Spagna
In originale la serie è andata in onda su Antena 3 dal 13 maggio 2014 all'8 luglio 2015: la prima stagione è stata trasmessa dal 13 maggio al 10 luglio 2014, mentre la seconda stagione è stata trasmessa dall'8 aprile all'8 aprile 2015.
Composizione puntate
In originale la serie è composta da due stagioni di 23 episodi ognuna delle quali ha una durata di 75 minuti: la prima stagione comprende le prime 9 puntate, mentre la seconda le rimanenti 14.

### Italia
In Italia la serie è andata in onda in prima serata su Canale 5 dal 12 dicembre 2014 al 12 gennaio 2016: la prima stagione è stata trasmessa ogni venerdì dal 12 dicembre 2014 al 23 gennaio 2015, mentre la seconda stagione dal 18 novembre 2015 al 12 gennaio 2016.
Composizione puntate
In Italia la serie è composta dalle stesse due stagioni, nella quale ogni puntata originale di 75 minuti è rimontata in due o tre puntate in modo da formare 17 puntate la cui durata varia dai 100 ai 110 minuti: la prima stagione comprende le prime 7 puntate, mentre la seconda le rimanenti 10.

## Premi e nomination
| Anno | Premio                        | Candidatura                    | Categoria                                                  | Risultato       |
| ---- | ----------------------------- | ------------------------------ | ---------------------------------------------------------- | --------------- |
| 2014 | Premio Iris de España         | Victoria Abril                 | Miglior attrice televisiva                                 | Candidato/a     |
| 2014 | Premio EñE                    | Miglior serie televisiva       | Miglior serie televisiva                                   | Candidato/a     |
| 2014 | Premio EñE                    | Joan Noguera                   | Miglior regia nella fiction televisiva                     | Candidato/a     |
| 2014 | Premio EñE                    | Megan Montaner                 | Miglior interpretazione femminile protagonista nella serie | Candidato/a     |
| 2014 | Premio EñE                    | Eloy Azorín                    | Miglior interpretazione maschile secondaria nella serie    | Candidato/a     |
| 2014 | Premio EñE                    | Verónica Sánchez               | Miglior interpretazione femminile secondaria nella serie   | Candidato/a     |
| 2014 | Premio Neox Fan Awards        | Senza identità (Sin identidad) | Miglior serie televisiva                                   | Candidato/a     |
| 2014 | Premio Neox Fan Awards        | Megan Montaner                 | Miglior attrice protagonista                               | Candidato/a     |
| 2014 | Premio Neox Fan Awards        | Verónica Sánchez               | Miglior attrice protagonista                               | Candidato/a     |
| 2014 | Premio Neox Fan Awards        | Daniel Grao                    | Miglior attore protagonista                                | Candidato/a     |
| 2014 | Premio Neox Fan Awards        | Miguel Ángel Muñoz             | Miglior attore protagonista                                | Candidato/a     |
| 2014 | Premio Neox Fan Awards        | Megan Montaner e Daniel Grao   | Miglior bacio nella serie                                  | Candidato/a     |
| 2015 | Premio de la Unión de Actores | Megan Montaner                 | Miglior attrice protagonista nella serie                   | Candidato/a     |
| 2015 | Premio de la Unión de Actores | Eloy Azorín                    | Miglior attore protagonista nella serie                    | Candidato/a     |
| 2015 | Premio de la Unión de Actores | Victoria Abril                 | Miglior attrice secondaria nella serie                     | Vincitore/trice |
| 2015 | Premio de la Unión de Actores | Verónica Sánchez               | Miglior attrice secondaria nella serie                     | Candidato/a     |
| 2015 | Premio de la Unión de Actores | Elvira Mínguez                 | Miglior attrice non protagonista in una serie              | Vincitore/trice |
| 2015 | Premio EñE                    | Megan Montaner                 | Miglior interpretazione femminile protagonista nella serie | Vincitore/trice |
| 2015 | Premio EñE                    | Eloy Azorín                    | Miglior interpretazione maschile protagonista nella serie  | Candidato/a     |
| 2015 | Premio EñE                    | Tito Valverde                  | Miglior interpretazione maschile protagonista nella serie  | Vincitore/trice |
| 2015 | Premio EñE                    | Lydia Bosch                    | Miglior interpretazione femminile secondaria nella serie   | Candidato/a     |
| 2015 | Premio EñE                    | Verónica Sánchez               | Miglior interpretazione femminile secondaria nella serie   | Candidato/a     |
| 2015 | Premio EñE                    | Miglior cast della serie       | Miglior cast della serie                                   | Vincitore/trice |